# Francesco Trevisani
Francisco Trevisani (Capodistria, 9 de abril de 1656 - Roma, 30 de julho de 1746) foi um pintor italiano. Aluno em Veneza de Antonio Zanchi, passou a viver em Roma, onde a sua carreira se desenvolveu, em 1678. O seu mentor era o cardeal veneziano Pietro Ottoboni, sobrinho do Papa Alexandre VIII, um dos mais importantes mecenas da época (era-o também de Filippo Juvarra e alguns compositores do calibre de Arcangelo Corelli, Alessandro Scarlatti e Georg Friedrich Händel).
Em Roma Trevisani torna-se um dos mais importantes artistas que continuaram com Carlo Maratta, como é evidente nos frescos da capela de Santa Chiara em San Silvestro in Capite e nas três pinturas com a história da Paixão de Cristo na capela da Crucificação da mesma igreja (1696 - 1697), nos estudos para os mosaicos da capela batismal da Basílica de São Pedro (onde sucede a Baciccio em 1709), na oval com o profeta Baruch para a Basílica de São João de Latrão (c. 1718), na pala com a Morte de S. José na capela Sacripante em Santo Inácio, no 'Êxtase de S. Francisco na igreja dos Santíssimos Estigmas e no Festim de Cleópatra da Galeria Spada.
Trevisani é também o autor da grande tela do altar-mor da Basílica de Mafra, em Portugal.
Característico da pintura de Trevisani é o sentimentalismo lânguido, com o pathos seiscentista que se esfuma em elegia. Trevisani era filiado na Accademia dell'Arcadia.